# Lịch sử Liverpool F.C. (1959–1985)

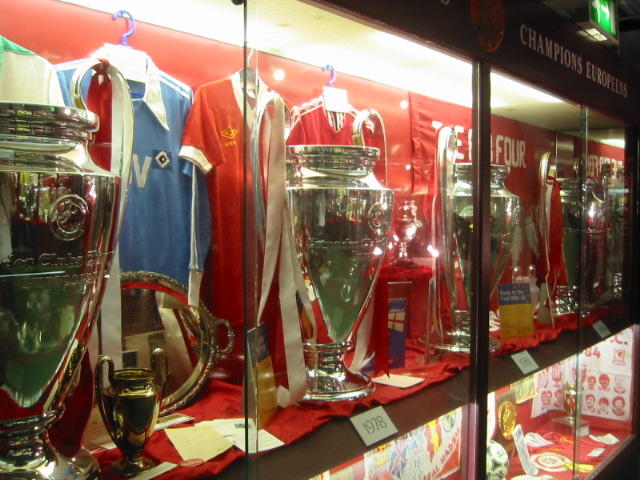
Bản sao bốn chức vô địch Cúp các câu lạc bộ vô địch châu Âu mà Liverpool giành được từ 1977 tới 1984 trưng bày tại bảo tàng của câu lạc bộ.

Lịch sử của Câu lạc bộ bóng đá Liverpool từ 1959 tới 1985 đề cập tới thời kỳ từ lúc bổ nhiệm Bill Shankly làm huấn luyện viên của câu lạc bộ khi thi đấu ở Giải hạng hai, cho tới Thảm họa Heysel.
Để tái thiết lại đội bóng trong năm đầu tiên tại Liverpool, Shankly giải phóng hợp đống với 24 cầu thủ, đồng thời chuyển một phòng để giày làm nơi ông và các huấn luyện viên khác bàn chiến thuật. Họ vô địch Giả hạng hai mùa 1961–62 và thăng hạng trở lại lên hạng nhất. Hai mùa giải sau, Liverpool giành chức vô địch quốc gia đầu tiên kể từ năm 1947, qua đó lần đầu tiên góp mặt ở các giải đấu châu Âu. Mùa giải sau đó, Liverpool vô địch Cúp FA đầu tiên. Họ tiếp tục vô địch Football League các mùa giải 1965–66 và 1972–73. Năm 1973 mang tới cho đội bóng chức vô địch châu Âu đầu tiên, Cúp UEFA 1972-73. Mùa giải sau đó và cũng là mùa giải cuối của Shankly, họ giành chức vô địch Cúp FA một lần nữa.
Trợ lý của Shankly là Bob Paisley lên nắm quyền vào năm 1974. Sau mùa giải đầu tiên không danh hiệu, ông giành chức vô địch quốc gia và Cúp UEFA vào mùa giải sau đó. Ba chức vô địch Cúp C1 và bốn chức vô địch quốc gia tiếp theo là thành tựu Paisley làm được trước khi giải nghệ vào cuối mùa 1982–83. Trợ lý Joe Fagan của ông là người lên thay.
Liverpool giành cú ăn ba danh hiệu trong mùa giải đầu tiên Fagan nắm quyền, bao gồm chức vô địch giải hạng nhất lần thứ ba liên tiếp, League Cup thứ tư liên tiếp và chức vô địch Cúp C1 thứ tư của đội bóng. Mùa giải sau đó câu lạc bộ có liên quan tới một trong những thảm họa thể thao tồi tệ nhất lịch sử. Trước khi trận Chung kết Cúp C1 châu Âu 1985 diễn ra giữa Liverpool với Juventus, các cổ động viên Liverpool phá hàng rào ngăn cách hai nhóm cổ động viên và tấn công cổ động viên Juventus. Sức nặng của lượng lớn cổ động viên khiến bức tường chắn sụp đổ, khiến 39 cổ động viên thiệt mạng, trong đó hầu hết là các cổ động viên Ý. Thảm họa Heysel là lý do khiến UEFA đưa ra lệnh cấm thi đấu tại các giải đấu châu Âu trong 5 năm đối với các câu lạc bộ của Anh.

## 1959–66: Cuộc cải cách của Shankly

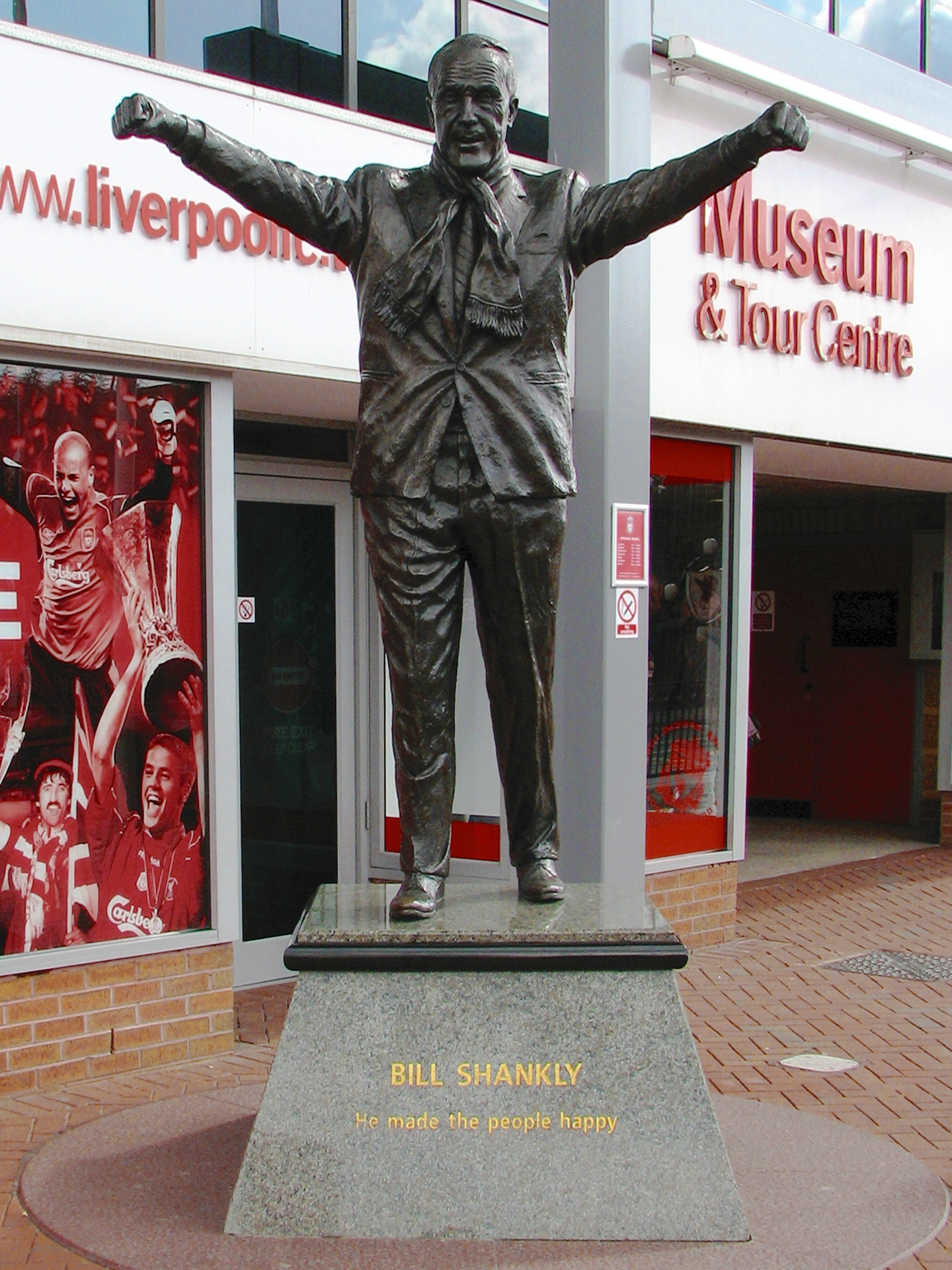
Tượng Bill Shankly bên ngoài sân Anfield

Bill Shankly được bổ nhiệm vào ngày 1 tháng 12 năm 1959. Chủ tịch Tom Williams của Liverpool là người đã tiếp cận Shankly khi ông còn tại vị ở Huddersfield Town. Williams muốn biết liệu Shankly có muốn dẫn dắt "câu lạc bộ xuất sắc nhất thế giới" hay không. Shankly hài hước đáp lại, "Sao thế, có phải Matt Busby sắp giải nghệ rồi không?" Tuy vậy tiềm năng cùng sự thiếu tham vọng còn tồn tại ở Liverpool khiến Shankly gật đầu đồng ý. Khi ông tới Liverpool vẫn còn đang ở giải hạng hai. Trong mùa đầu tiên Shankly ra mắt Ian Callaghan, người sau này giữ kỷ lục về số trận cho câu lạc bộ, và Roger Hunt, người vua phá lưới mọi thời đại của đội bóng tại giải vô địch quốc gia.
Câu lạc bộ đứng thứ ba, vuột mất vé lên hạng, trong mùa đầu Shankly dẫn dắt (1959/60). Ông giải phóng hợp đồng với 24 cầu thủ khi mùa giải kết thúc. Cùng với Callaghan và Hunt, ông giữ lại Gerry Byrne. Shankly cũng giữ lại ba trợ lý là Bob Paisley, Joe Fagan và Reuben Bennett. Một căn phòng để giày ở sân Anfield được tận dụng làm phòng họp chiến thuật. The Boot Room (phòng giày), cái tên được người sau này đặt cho, là một phần quan trọng của thành công. Bob Paisley nhận xét: "Bạn có thể thảo luận thoải mái hơn trong phòng giày hơn là phòng họp. Những gì diễn ra được giữ kín trong bốn bức tường. Có một chút bí ẩn nào đó về nơi này."

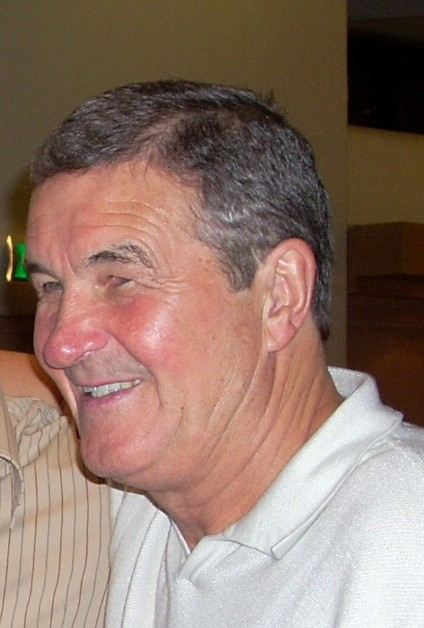
Ron Yeats là đội trưởng của Liverpool từ 1961 tới 1970.

Họ một lần nữa kết thúc ở vị trí thứ ba ở mùa giải 1960/61 sau đó. Dù có chuỗi 14 trận không thua, 5 trận thua trong 11 trận mở màn khiến Liverpool phải trả giá. Cổ đông John Moores cảm thấy câu lạc bộ cần phải chi nhiều tiền hơn cho các cầu thủ để thành công và khuyến khích chủ tịch T. V. Williams làm vậy. Mùa hè năm 1961 Shankly chiêu mộ Ian St John từ Motherwell và Ron Yeats từ Dundee United. Shankly tỏ ra tự tin với những bản hợp đồng mới tới nỗi ông thách thức ban điều hành sa thải ông nếu họ không thể thi đấu. Ngay mùa giải đầu tiên St John và Yeats giúp câu lạc bộ đoạt vé lên giải hạng nhất; Họ kết thúc mùa giải năm đó với thành tích bất bại trên sân nhà và vô địch với 62 điểm trong tay.
Liverpool trở lại giải hạng nhất lần đầu tiên sau 8 năm. Tuy nhiên màn trở lại không mấy ấn tượng khi Liverpool chỉ thắng bốn và thua tới bảy trong 14 trận đầu tiên. Shankly liền kí hợp đồng với Willie Stevenson ở vị trí left half (tiền vệ phòng ngự đá ở bên trái). Họ leo lên vị trí thứ 5 trên bảng xếp hạng vào tháng 3 sau chuỗi 13 trận bất bại. Sau trận thua 1–0 ở bán kết Cúp FA trước Leicester City, họ thua tiếp nhiều trận, trong đó có thất bại 7–2 trước Tottenham Hotspur, khiến đội bóng kết thúc mùa giải ở vị trí thứ tám.
Vào mùa hè năm 1963 Shankly kí hợp đồng với Peter Thompson từ câu lạc bộ Preston North End cho vị trí tiền vệ phải. Vào tháng 10, ông ra mắt Tommy Lawrence, người sẽ là thủ môn chính của đội bóng trong suốt những năm còn lại của thập niên 1960. Liverpool khởi đầu mùa 1963–64 không được như mong đợi với chỉ 9 điểm trong 9 trận đầu tiên. Chiến thắng đầu tiên kể từ năm 1950 tại derby Merseyside trước Everton mở ra những bước tiến sau đó của đội bóng. Họ giành tới 47 điểm trong 30 trận tiếp theo và đoạt chức vô địch quốc gia lần thứ sáu, đồng thời lần đầu tham dự Cúp C1. Thành công giúp nâng số khán giả trung bình tại Anfield lên trên 50.000 người. Các nhóm cổ động viên bắt đầu sử dụng "You'll Never Walk Alone" làm giai điệu trên các khán đài.
Shankly đổi trang phục của đội bóng tại vòng hai Cúp C1 châu Âu 1964-65 với Anderlecht. Ông cảm thấy các cầu thủ trong bộ trang phục toàn đỏ sẽ trông đáng sợ hơn so với trang phục áo đỏ, quần trắng và tất trắng. Liverpool sau đó để thua tại bán kết trước Inter Milan trong trận đấu mà Shankly cho rằng đã thiên vị trong các bàn thắng của người Italia. Ở Chung kết Cúp FA 1965, Hunt đưa Liverpool vươn lên dẫn trước trong hiệp phụ. Billy Bremner của Leeds United ghi bàn gỡ hòa nhưng bàn ấn định của St John mang về cho Liverpool chiếc cúp FA đầu tiên. Tại giải hạng nhất, họ đứng thứ bảy và không thể bảo toàn danh hiệu.
Chung kết Cúp C2 châu Âu 1966 có tỉ số 1–1 sau 90 phút. Borussia Dortmund giành chiến thắng 2–1 trong hiệp phụ. Shankly thẳng thắn thừa nhận, "Chúng tôi chơi không tốt và để thua hai bàn ngớ ngẩn." Tại FA Cup họ dừng bước tại vòng bà trước Chelsea. Họ đoạt chức vô địch quốc gia vào ngày hạ màn mùa giải 1965-66 với hai bàn thắng của Hunt và vượt qua Chelsea. Yeats đạt thành tích đoạt hai cúp vô địch quốc gia trong vai trò đội trưởng giống như những người đàn anh đồng hương tới từ Scotland là Alex Raisbeck và Donald MacKinlay.

## 1966–72: Sáu mùa giải không danh hiệu
Liverpool bị loại với tổng tỉ số 7–3 trước AFC Ajax của danh thủ Johan Cruyff ở vòng đấu thứ hai của Cúp C1 châu Âu 1966-67. Họ đứng thứ năm trong mùa giải Football League 1966-67 với chỉ 2 trận thắng trong 11 trận cuối cùng.
Liverpool dẫn đầu giải quốc nội trong suốt các tháng 9, 10 và 11 của năm 1967. Mặc dù thi đấu tới 59 trận trong suốt mùa giải, họ không thể giành được chức vô địch quốc nội hay tại Inter-Cities Fairs Cup. Họ về thứ ba tại Football League 1967-68. Thành tích tốt nhất của họ trong các giải đấu cúp là vòng tứ kết Cúp FA.
Thành tích không tốt tại các giải đấu cúp mùa giải 1968/69 giúp Liverpool có nhiều thời gian nghỉ ngơi hơn so với mùa giải trước. Họ về nhì ở Football League 1968-69 với sáu điểm kém đội đầu bảng Leeds United. Hậu vệ trái Gerry Byrne giải nghệ sau 333 trận và 12 mùa giải cống hiến. Shankly bắt đầu thay thế các cầu thủ lớn tuổi trong đội hình của mình và mua về Emlyn Hughes và thủ môn Ray Clemence ở mùa giải tiếp theo. Tony Hateley gia nhập đội bóng với giá chuyển nhượng kỷ lục là 96.000 bảng từ Chelsea, nhưng buộc phải chuyển tới Coventry City F.C. chỉ một năm sau đó vì chấn thương và phong độ tệ hại. Giữa mùa giải đó Shankly ký hợp đồng với Alun Evans của Wolverhampton Wanderers với con số kỷ lục 100.000 bảng cho một cầu thủ dưới 20 tuổi. Sau khởi đầu ấn tượng, sự nghiệp của Evans đi xuống bởi chấn thương hành hạ.
Liverpool bất bại trong mười trận đấu đầu tiên của mùa giải 1969-70 cho tới khi để thua 1–0 trước Manchester United. Trận thua ở vòng hai Cúp FA trước đội hạng dưới Watford buộc Shankly phải nói lời tạm biệt các cựu binh. Bobby Graham thay thế Hunt làm tiền đạo chủ lực. St John và Yeats cũng có những lần ra sân cuối cùng cho câu lạc bộ. Liverpool bị loại sớm ở Inter-Cities Fairs Cup và League Cup 1969-70 đồng thời về thứ năm tại giải quốc nội.
Vào mùa giải 1970–71 các cầu thủ trẻ như Clemence, Hughes, Alec Lindsay, Larry Lloyd và Steve Heighway góp phần làm giảm độ tuổi trung bình của đội xuống 22. Tiền đạo 21 tuổi John Toshack chuyển tới từ Cardiff City với giá kỷ lục 110.000 bảng vào tháng 11. Bàn thắng đầu tiên của anh cho Liverpool đến chỉ 11 ngày sau khi ký hợp đồng trong cuộc lội ngược dòng giành chiến trắng 3-2 trước kình địch Everton. Liverpool lần thứ hai liên tiếp về thứ năm. Họ bị loại ở bán kết Inter-Cities Fairs Cup 1970-71 trước Leeds United. Bàn thắng của Brian Hall giúp họ giành chiến thắng ở bán kết Cúp FA 1970-71 với tỉ số 2-1 trước Everton. Ở chung kết với Arsenal, Heighway giúp Liverpool vượt lên dẫn trước nhưng sau đó để Pháo thủ lật ngược thế cờ giành chiến thắng 2–1.
Shankly kí hợp đồng với cầu thủ trẻ Kevin Keegan của Scunthorpe United vào ngày 10 tháng 5 năm 1971. Ở trận ra mắt Football League 1971-72 Keegan ghi bàn chỉ sau 12 phút bóng lăn. Đây là bàn thắng đầu tiên trong số 100 bàn mà Keegan ghi cho Liverpool sau một pha phối hợp với Toshack. Cầu thủ trẻ 18 tuổi Phil Thompson có trận ra mắt trong chiến thắng 3-0 vào ngày Thứ Hai Phục Sinh trước Manchester United. Vào giai đoạn nước rút của mùa giải với bốn đội bóng tranh chức vô địch trong đó có Liverpool, họ để thua 1-0 ở vòng đấu áp chót bởi bàn thắng của John McGovern trên sân của Derby County, đội bóng đã hoàn thành mùa giải. Vào thứ Hai ngày 8 tháng 5 năm 1972, thất bại 2-1 của Leeds trên sân Wolverhampton Wanderers thắp lên hi vọng vô địch của Liverpool. Mặc dù cần phải thắng nếu Leeds thua, Liverpool bị chủ nhà Arsenal cầm hòa 0-0 trong trận cầu mà bàn thắng ở phút 88 của Toshack không được công nhận. Derby là đội vô địch mùa đó.

## 1972–74: Chuỗi danh hiệu thứ hai của Shankly
Vào tháng 7 năm 1972 Peter Cormack chuyển tới từ Nottingham Forest với giá 110.000 bảng. Shankly coi Cormack là 'mảnh ghép cuối cùng' của đội hình. Ở mùa giải [[Liverpool F.C. mùa 
bóng 1972-73 họ cùng lúc giành chức vô địch quốc gia và cúp châu Âu đầu tiên của câu lạc bộ, Cúp UEFA. Cormack và Keegan ghi bàn trong trận đấu vào ngày Thứ Hai Phục Sinh giúp đội bóng giành thắng lợi 2-0 với đối thủ cạnh tranh chức vô địch Leeds United. Ứng cử viên vô địch Arsenal hòa với Southampton cùng ngày. Trận hòa không đều ở vòng cuối với Leicester City là đủ để Liverpool vô địch. Danh hiệu này giúp họ cân bằng thành tích 8 lần vô địch quốc gia của Arsenal và là lần đầu tiên với một đội trưởng không phải người Scotland trong đội hình, Tommy Smith. Cơn mưa như trút nước khiến trận lượt đi Chung kết Cúp UEFA 1973 bị hủy bỏ sau 27 phút thi đấu. Trong 27 phút đó Shankly nhận thấy hàng phòng ngự Borussia Mönchengladbach tỏ ra không chắc chắn trong các tình huống bóng bổng. Shankly ngay lập tức cho tiền đạo cao lớn John Toshack xuất phát từ đầu thay cho Brian Hall trong trận đấu lại và giành thắng lợi 3-0. Toshack đánh đầu kiến tạo hai lần cho Keegan trong khi Lloyd ghi bàn còn lại. Trận thua 2–0 ở lượt về trên đất Đức vẫn đủ để Liverpool giành chiến thắng với tổng tỉ số 3–2 chung cuộc. Họ là đội bóng Anh đầu tiên vô địch quốc gia và vô địch cúp châu Âu trong cùng một mùa giải.
John Smith trở thành chủ tịch vào năm 1973 và giúp xây dựng câu lạc bộ vững chắc hơn về mặt kinh tế nhờ kinh nghiệm thương trường của mình. Ông chấm dứt chính sách thay đổi chủ tịch ba năm một lần của câu lạc bộ. Vào năm 1973 khán đài Main Stand cũ kĩ bị đâp đi và thay mới. Họ để thua trước Sao Đỏ Beograd của Nam Tư ở vòng hai Cúp C1 châu Âu 1973-74. Thành tích tại giải hạng nhất cũng không mấy khả quan khi Liverpool chỉ về thứ hai. Họ lên ngôi vô địch Cúp FA lần thứ hai với hai bàn của Keegan và một của Heighway trong trận Chung kết Cúp FA 1974 với Newcastle United. Sự ra đi của Ray Kennedy tới Arsenal cuối mùa bóng năm đó cũng là vụ mua bán cuối cùng của Shankly trong cương vị huấn luyện viên Liverpool. Ông từ chức vì lý do muốn nghỉ ngơi và được thay thế bởi trợ lý Bob Paisley.

## 1974-83: Kỷ nguyên của Bob Paisley

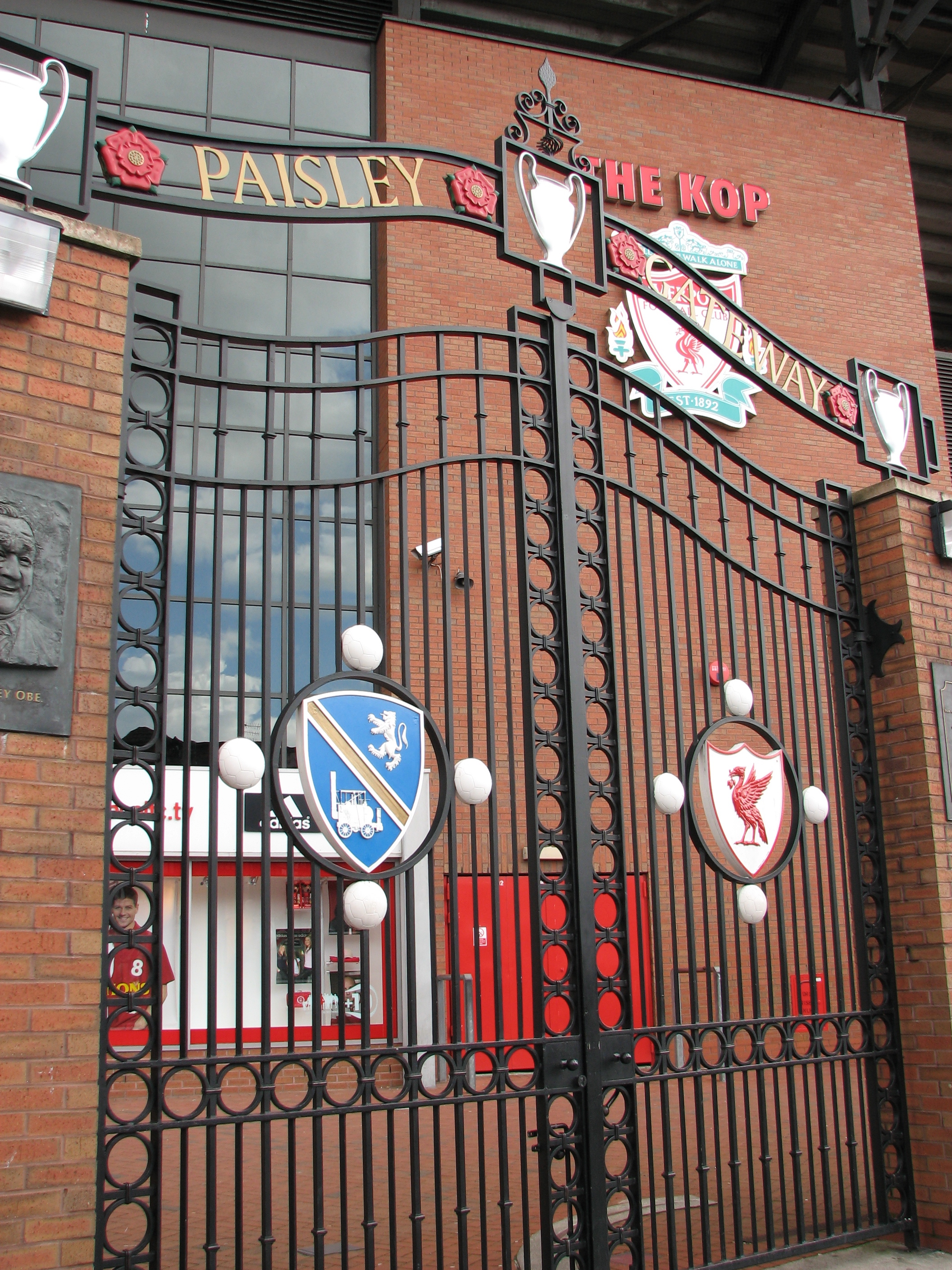
Cổng vào Paisley tri ân cựu huấn luyện viên Bob Paisley, huấn luyện viên thành công nhất lịch sử đội bóng.

Shankly vẫn tiếp tục xuất hiện tại sân tập Melwood và các cầu thủ vẫn gọi ông là 'boss'. Paisley buộc phải miễn cưỡng đề nghị Shankly rời khỏi khu tập luyện. Liverpool không để thua trong sáu trận đấu đầu tiên tại Football League 1974-75. Họ có trận thắng kỷ lục với tỉ số 11-0 trước Strømsgodset tại vòng một Cúp C2 châu Âu 1974-75. Liverpool bị loại ở vòng hai trước đại diện của Hungary, Ferencváros bởi luật bàn thắng sân khách. Họ cũng bị loại tại vòng bốn của cả Cúp FA lẫn League Cup. Tại giải vô địch quốc gia, vị trí á quân kết thúc một mùa giải trắng tay cho đội bóng áo đỏ. Paisley mua về với Phil Neal, Terry McDermott và Jimmy Case, những người sẽ ghi những bàn thắng quan trọng sau này.
Liverpool bắt đầu mùa giải Football League 1975-76 với thất bại 2–0 trước Queens Park Rangers. Phong độ của Liverpool bắt đầu khởi sắc ở nửa sau của mùa giải. Việc chỉ đánh rơi một điểm trong chín trận đấu cuối mùa giúp họ chỉ kém QPR 1 điểm trước khi bước vào trận đấu cuối cùng. Trước đó QPR đã kết thúc mùa giải. Wolverhampton Wanderers vươn lên dẫn trước sau hiệp một nhưng Liverpool vẫn đủ sức lội ngược dòng 3–1 và giành chức vô địch. Liverpool bị loại sớm tại Cúp FA và League Cup. Ở Chung kết Cúp UEFA 1976, Club Brugge ghi hai bàn thắng sớm tại Anfield trước khi Ray Kennedy, Case và quả phạt đền của Keegan giúp Liverpool thắng ngược 3-2 ở lượt đi. Bàn quân bình tỉ số của Keegan trên đất Bỉ là đủ để đội bóng Anh thắng với tổng tỉ số 4-3 sau hai lượt trận và giành chức vô địch châu Âu thứ hai.
Trước khi mùa giải 1976–77 kết thúc, Keegan nói rằng, "Tất cả các cầu thủ đều có khát vọng giành Cúp C1. Chúng tôi đã giành được mọi thứ khác trong 5 năm qua và có cảm giác rằng Cúp C1 sẽ là danh hiệu tiếp theo." Liverpool khởi đầu mùa giải với chỉ hai trận thua trong số 16 trận đấu đầu tiên ở giải hạng nhất và giữ chắc ngôi đầu sau tháng 9. Mặc dù trải qua giai đoạn Giáng Sinh tệ hại trong đó có thất bại 5–1 trước Aston Villa, Liverpool vẫn có lần thứ mười vô địch nước Anh. Chung kết Cúp C1 châu Âu 1977 là trận chung kết Cúp C1 đầu tiên của họ. McDermott, Smith và Neal nổ súng giúp đội bóng thành phố cảng thắng 3-1 trước Borussia Mönchengladbach. Tuy vậy trận thua tại Chung kết Cúp FA 1977 với tỉ số 2-1 trước Manchester United khiến họ bỏ lỡ cú ăn ba.

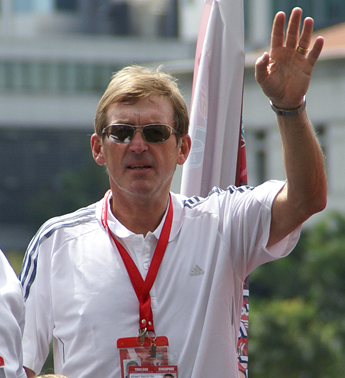
Kenny Dalglish là người ghi bàn quyết định tại Chung kết Cúp C1 châu Âu 1978.

Ngày 10 tháng 8 năm 1977 Kenny Dalglish chuyển tới từ Celtic với giá 440.000 bảng để thay thế cho Keegan, người ra đi với mức giá kỷ lục 500.000 bảng để cập bến Hamburg. Alan Hansen chuyển tới từ Partick Thistle vào tháng 6 còn Graeme Souness chuyển tới từ Middlesbrough vào tháng 1 năm sau. Dalglish ghi được 20 bàn trong 42 trận đấu tại Football League 1977-78 đồng thời lập công từ đường chuyền của Souness trong chiến thắng tại Chung kết Cúp C1 châu Âu 1978 1–0 trước Club Brugge. Họ là đội bóng Anh Quốc đầu tiên bảo vệ thành công chức vô địch Cúp C1. Họ kết thúc mùa giải với 7 điểm kém đội vô địch Nottingham Forest. Nottingham Forest cũng là những người đánh bại họ 1-0 trong trận đá lại Chung kết League Cup 1978. Liverpool từ chối tham dự Cúp Liên lục địa 1977.
Nottingham Forest hạ gục Liverpool với tổng tỉ số 2–0 tại vòng một Cúp C1 châu Âu 1978-79. Liverpool bị loại với tỉ số 1–0 trước Sheffield United ở vòng hai League Cup 1978-79. Họ giành chiến thắng trong cả sáu trận đầu tiên ở giải hạng nhất và bất bại cho tới vòng đấu thứ 12 khi để thua 1–0 trước Everton. Phong độ tốt tại Football League 1978-79 tiếp tục được thể hiện với lợi thế 8 điểm so với Nottingham Forest. Con số 68 điểm trong mùa giải đã vượt qua kỷ lục 67 điểm của Leeds United trong mùa 1968–69. Ngoài ra họ chỉ để thua 16 bàn trong suốt mùa giải. Liverpool tiếp tục từ chối dự Cúp Liên lục địa 1978.
Mặc dù để thua ngay trong những trận đấu đầu tiên với Southampton và Nottingham Forest, Liverpool vẫn đứng đầu Football League 1979-80 vào tháng 1 và trong suốt phần còn lại của mùa bóng. Họ thắng với cách biệt 4–1 trước Aston Villa ở vòng đấu áp chót và bảo vệ thành công ngôi vương. Họ bất bại tại Anfield trong cả mùa giải và chỉ để thủng lưới 8 bàn. Liverpool bị loại trước Dinamo Tbilisi của Liên Xô ở vòng 1 Cúp C1. Họ lần lượt thất bại tại bán kết Cúp FA và League Cup trước Arsenal và Forest. Liverpool là đội bóng Vương quốc Anh đầu tiên có logo nhà tài trợ trên áo đấu với nhãn hiệu Hitachi. Chủ tịch John Smith phát biểu, "Đã qua cái thời mà một câu lạc bộ như chúng ta có thể tự định đoạt vận mệnh bằng tiền bán vé." Vào tháng 4 năm 1980 Liverpool chiêu mộ tiền đạo trẻ 18 tuổi Ian Rush người xứ Wales.
Tại Football League 1980-81, 8 trận thua và 17 trận hòa khiến họ chỉ về đích ở hạng năm, thành tích kém nhất trong 16 năm qua. Chiến thắng trong trận Chung kết Cúp Liên đoàn bóng đá Anh 1981 với tỉ số 2-1 trước West Ham United là lần đầu tiên Liverpool vô địch giải đấu. Alan Kennedy đưa Liverpool dẫn trước trong hiệp phụ trong trận hòa 1-1 đầu tiên. Hansen và Dalglish là những người ghi bàn ở trận đá lại. Bàn thắng duy nhất của Alan Kennedy giúp họ đánh bại Real Madrid trong trận Chung kết Cúp C1 châu Âu 1981. Ngoài ra họ để thua ở vòng bốn Cúp FA 1980-81 2-1 trên sân của Everton.
Bruce Grobbelaar trở thành thủ môn của đội hình chính sau khi Clemence chuyển tới Tottenham Hotspur vào hè 1981. Tại Football League 1981-82, Liverpool tụt xuống vị trí thứ 12 sau thất bại trong ngày Boxing Day với kết quả 3-1 trên sân nhà trước Manchester City, hậu quả của chuỗi 17 trận chỉ thắng có 6. Paisley ngay lập tức tước băng thủ quân của Thompson và trao cho Souness. Chuỗi 11 trận thắng liên tiếp cuối mùa giải giúp họ lên ngôi vô địch với 4 điểm nhiều hơn Ipswich Town. Liverpool để thua 2-0 trước đội hạng hai Chelsea ở vòng năm Cúp FA 1981-82. Ronnie Whelan gỡ hòa khi trận chung kết League Cup chỉ còn 3 phút. Liverpool bảo vệ ngôi vô địch League Cup với thắng lợi 3-1 trong hiệp phụ nhờ công của Whelan và Ian Rush. Intercontinental Cup 1981 là lần đầu tiên Liverpool tham dự giải đấu này tuy nhiên họ để thua trước Flamengo 3-0 trên Sân vận động Quốc gia Tokyo.
Liverpool tiếp tục bảo toàn danh hiệu của họ vào mùa giải 1982–83 với 11 điểm nhiều hơn đội về nhì Watford. Liverpool lần lượt bị loại ở vòng 5 Cúp FA và tứ kết Cúp C1. Tuy vậy chiến thắng 2-1 trong trận Chung kết League Cup 1983 trước Manchester United giúp Liverpool có lần vô địch League Cup thứ ba liên tiếp. Alan Kennedy là người cân bằng tỉ số sau khi Norman Whiteside ghi bàn mở điểm, buộc hai đội phải bước vào hiệp phụ. Whelan là cầu thủ ghi bàn thắng quyết định của trận đấu. Paisley nói trước mùa giải rằng đây là mùa cuối cùng của ông trước khi nghỉ hưu ở tuổi 64. Paisley giành được sáu chức vô địch quốc gia, ba cúp C1 và ba League Cup trong triều đại của mình và là người thành công nhất trong lịch sử Liverpool. Trợ lý của ông Joe Fagan là người lên nắm quyền.

## 1984–85: Triumph and tragedy under Joe Fagan

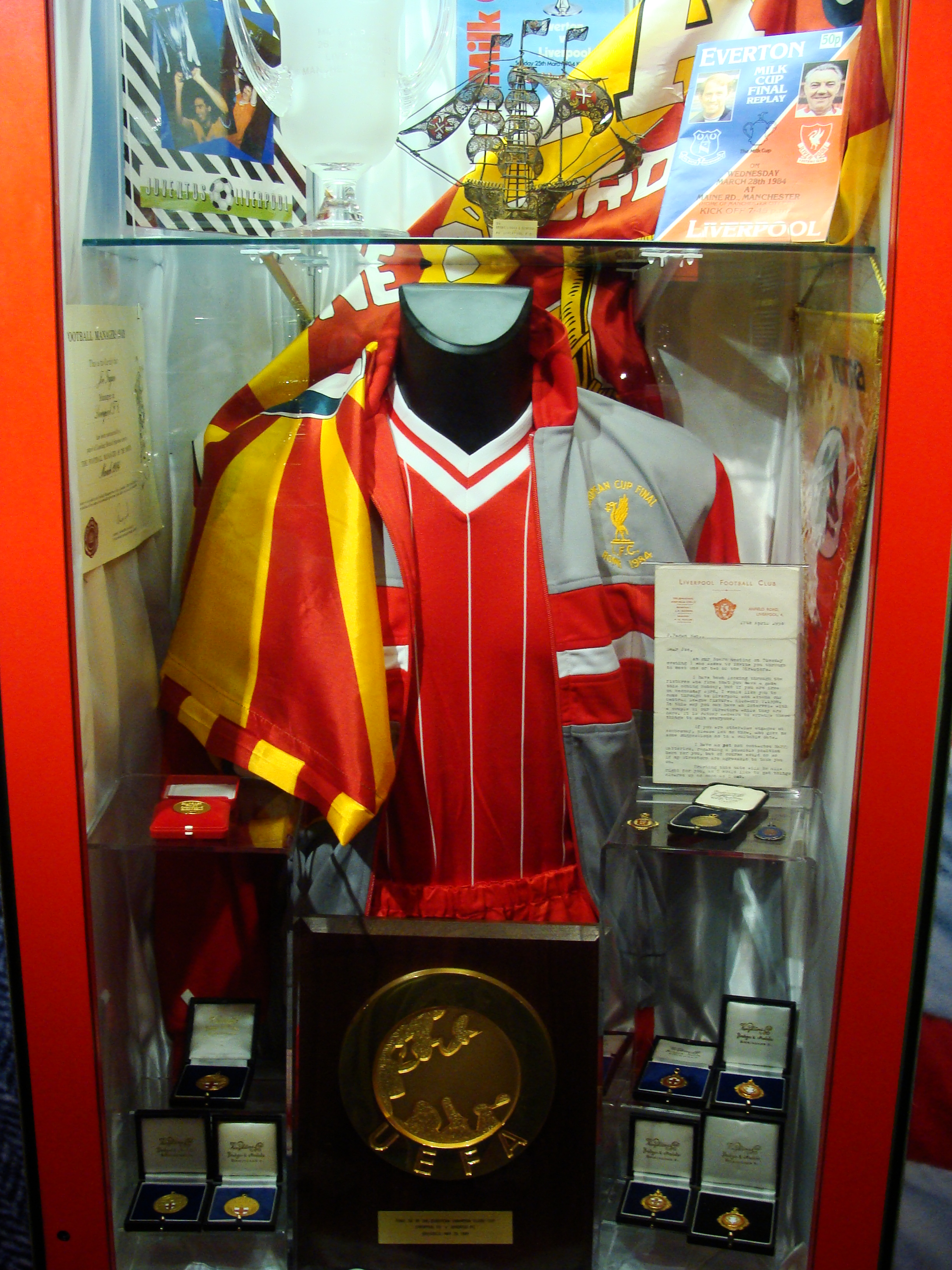
Kỷ vật từ trận Chung kết Cúp C1 châu Âu 1984

Triều đại của Fagan khởi đầu bằng cú ăn ba vô tiền khoáng hậu. Liverpool đứng đầu Football League 1982-83 vào tháng 11 và giữ nguyên như vậy cho tới cuối mùa giải với 3 điểm nhiều hơn Southampton. Thành tích này cân bằng thành tích ba lần vô địch quốc gia liên tục của Huddersfield Town và Arsenal. Ian Rush là vua phá lưới với 32 bàn ở giải hạng nhất và 13 bàn ở các giải đấu khác. Chiến thắng tại Chung kết League Cup là lần thứ tư liên tiếp họ vô địch giải đấu này. Họ vượt qua Everton nhờ bàn thắng duy nhất của Souness trong trận đá lại ở Maine Road sau trận hòa 0–0 tại Sân vận động Wembley Trong trận Chung kết Cúp C1 châu Âu 1984 họ đối đầu với A.S. Roma trên chính Sân vận động Olimpico, sân nhà của Roma. Neal là người mở điểm và 90 phút chính thức cùng hai hiệp phụ kết thúc với tỉ số 1–1. Trong loạt sút luân lưu, cú sút của Steve Nicol đưa bóng đi vọt xà. Neal, Souness, và Rush đều thực hiện thành công các cú sút của họ để đưa Liverpool dẫn 3-2 sau khi Bruno Conti của Roma cũng đá hỏng. Cú đá của Francesco Graziani trúng xà ngang ra ngoài sau những pha "uốn éo" gây mất tập trung cho đối phương của Grobbelaar nơi cầu môn. Alan Kennedy là người ghi bàn quyết định.

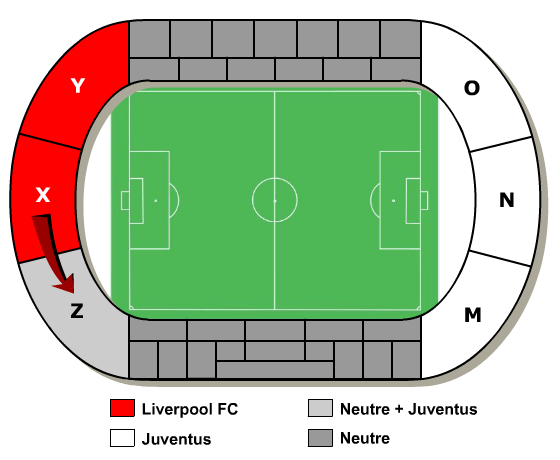
Sơ đồ Sân vận động Heysel minh họa khu vực xảy ra thảm kịch

Liverpool để thua trong trận tranh Intercontinental Cup 1984 trước Independiente của Argentina với tỉ số 1–0 tại Tokyo.
Mùa giải 1984-85 là lần đầu sau chín năm Liverpool không thể vô địch bất cứ giải đấu nào. Vào tháng 10 của mùa giải Football League 1984-85 Liverpool thậm chí xếp trong nhóm xuống hạng. Phong độ được cải thiện sau đó giúp họ giành ngôi á quân với 13 điểm kém đội vô địch Everton. Họ bị loại ở vòng ba League Cup và thua ở bán kết Cúp FA trước Manchester United.
Chung kết Cúp C1 châu Âu 1985 là chung kết C1 thứ năm của Liverpool. Trước khi trận đấu trên sân Heysel diễn ra, các cổ động viên Liverpool phá hỏng hàng rào ngăn cách hai nhóm cổ động viên hai đội. Khi các fan của Juventus chạy nạn tới khu vực an toàn, sức ép của các cổ động viên lên một bức tường rìa khiến bức tường này sụp đổ, làm thiệt mạng 39 người, trong đó chủ yếu là cổ động viên Ý. Sau đó các cổ động viên Juventus bắt đầu cuộc bạo loạn ở phía khán đài đối diện. Trận đấu bị hoãn thêm 2 giờ đồng hồ do lo ngại việc hủy bỏ trận đấu sẽ gây thêm bạo lực. Bàn thắng từ chấm phạt đền của Michel Platini giúp đội bóng nước Ý thắng 1–0.
Các cổ động viên Liverpool là những nhân vật bị quy trách nhiệm gây nên thảm họa Heysel. Quan chức của UEFA, Günter Schneider, phát biểu rằng, "Chỉ có các cổ động viên Anh là những người phải chịu trách nhiệm. Đây là điều không cần phải bàn cãi." Hiệp hội bóng đá Anh rút các đội bóng Anh khỏi các giải đấu châu Âu. Hai ngày sau UEFA ra lệnh cấm các câu lạc bộ Anh "vô thời hạn". Liverpool bị cấm thêm ba năm sau khi lệnh cấm đối với người Anh kết thúc. Fagan đã có ý định nghỉ hưu trước trận đấu vì cảm thấy không đủ sức lực. Dalglish trở thành huấn luyện viên kiêm cầu thủ đầu tiên của câu lạc bộ.